# Isidoro Bianchini
Isidoro Bianchini detto Dorino (Travale, 17.. – Massa Marittima, 27 agosto 1829) è stato un fantino italiano.
Dorino è il fantino, fra quelli che hanno disputato più Palii di Siena e dei quali sia accertato con esattezza il numero delle partecipazioni, che detiene il record di miglior rapporto tra carriere corse e carriere vinte: su 24 disputate se ne aggiudicò infatti 13, pari al 54% di vittorie.
Trionfò in ben nove differenti contrade, preceduto soltanto da Caino e Pavolino (che portarono al successo 10 contrade ciascuno). A ciò va aggiunto il primato, eguagliato solo il 2 luglio 2023 da Tittìa, di 5 Palii consecutivi vinti, in un periodo in cui i fantini di prestigio non mancavano: basti pensare a Biggéri, Nacche e soprattutto Ciocio, da cui Dorino fu diviso da una profonda rivalità.
È uno dei tre soli fantini, insieme a Tittìa e a Caino, che siano stati capaci di realizzare per ben tre volte il "cappotto" personale, vincendo sia il Palio di luglio che quello di agosto nel 1786, nel 1790 e nel 1792.

## Carriera
Dorino esordì a Siena al Palio del 16 agosto 1781, vestendo il giubbetto del Leocorno.
Già alla successiva carriera del 2 luglio 1782 colse, per l'Oca, il primo successo, al termine di un Palio battagliato con Nacche e Begnamino, fantini rispettivamente della Pantera e dell'Onda.
Proprio con l'Onda, Dorino conquistò le sue due successive vittorie, ai Palii del 18 agosto 1783 e del 2 luglio 1784, in quest'ultimo caso malgrado l'ostilità di tutti gli altri fantini partecipanti.
Ripresentatosi in Piazza del Campo il 2 luglio 1785 con il giubbetto della Lupa, Dorino colse la sua quarta vittoria, la terza consecutiva, di nuovo dovendosi guardare dall'avversione degli altri fantini, decisi a impedirne la vittoria. In particolare, le cronache riportano il duro ostacolo di Uccellino, portacolori del Leocorno, che cercò di trattenere Dorino e per poco non lo fece cadere da cavallo.
Dai resoconti di tali carriere emerge un'aspra acredine nei confronti del Bianchini da parte degli altri fantini, verosimilmente per la sua bravura, ma anche per una sua presunta tendenza a vantarsi oltremodo delle proprie imprese, tanto da essere malvisto pure da buona parte degli stessi contradaioli.
Ne fornì dimostrazione la reazione dei senesi in occasione dell'impresa di Dorino del 1786, anno in cui colse il primo dei suoi tre "cappotti" personali: dopo aver vinto a luglio per la Tartuca, si ripeté ad agosto per il Drago, e in tale occasione, come riportato da uno degli autori ottocenteschi di testi sul Palio, Giusto Gagliardi, la cittadinanza accolse la vittoria di Dorino "con gran dispiacere".
Eloquente fu anche quanto accadde nel 1787. Al Palio del 2 luglio, Dorino fu scelto dalla Chiocciola per montare il cavallo favorito: il Bianchini era talmente sicuro di vincere da aver rinunciato a qualsiasi accordo con gli altri fantini, persino minacciando di disarcionare chiunque avesse tentato di ostacolarlo. Inevitabilmente, i colleghi fecero di tutto per contrastarlo: in particolare, il civettino Biggéri lo nerbò in maniera decisiva per buona parte della carriera, favorendo la vittoria di Groppasecca per la Torre.
Dorino fu dileggiato dagli spettatori e ciò ne alimentò il desiderio di rivalsa. Al Palio del 16 agosto tornò a Siena con altri fantini di sua fiducia, due dei quali, Grillo e Piaccina, trovarono la monta nella Giraffa e nella Chiocciola. Tuttavia Dorino, ancora nella Tartuca, si trovò di nuovo alle prese con Uccellino, stavolta nell'Onda, che lo ostacolò in maniera decisiva con colpi di nerbo talmente violenti che quest'ultimo si spezzò, procurando al Bianchini gravi ferite al volto.
Drammatico fu anche quanto accadde alla successiva carriera del 2 luglio 1788, quando Dorino, tornato nella Lupa, si trovò al secondo posto fra i canapi, tra la Giraffa con Marcaccio e la Pantera con Ciocio. Costoro bloccarono Dorino alla mossa e, mentre Ciocio riusciva a disarcionarlo, Marcaccio percorse la lizza in senso contrario fino ad agguantare per le briglie il cavallo scosso della Lupa, che condusse fuori dalla pista. Rialzatosi da terra, Dorino si azzuffò con Ciocio, tanto violentemente che dovettero intervenire i soldati a separarli. I due fantini furono subito tradotti in carcere, specie per il timore che uno dei due cercasse vendetta sull'altro nelle ore successive al Palio.
Il riscatto di Dorino giunse l'anno seguente, quando conquistò per la Civetta il Palio del 2 luglio 1789, precedendo "di mezzo collo del cavallo" Grillo e Biggéri, in ordine fantini di Lupa e Aquila.
Ad agosto, Dorino, con il giubbetto della Giraffa, sfiorò il suo secondo "cappotto". Dopo aver inseguito per gran parte della carriera il battistrada Nacche, fantino della Lupa, lo raggiunse all'ultima curva del Casato. Tuttavia il reciproco ostacolo fra i due favorì Pacchiano, che li superò e vinse per l'Oca.
Ma, a partire dal 1790, Dorino colse cinque vittorie consecutive, consolidando il proprio ruolo di principale protagonista della corsa senese.
Il 2 luglio di quell'anno trionfò per la terza volta per l'Onda, ripetendosi già il successivo 16 agosto per la Tartuca, avendo la meglio in un nuovo duello con Ciocio, fantino del Bruco.
Nel 1791, dopo aver mancato la carriera straordinaria di aprile e quella di luglio, vinse proprio per il Bruco il Palio del 16 agosto, approfittando di un'ingenuità del rivale Ciocio, fantino della Civetta. Assistevano al Palio il granduca di Toscana Ferdinando III e la consorte Luisa Maria Amalia: i sovrani erano stati sistemati sul terrazzo del Casino dei Nobili, motivo per il quale la fine della carriera era stata fissata in via eccezionale dinanzi a quest'ultimo, anziché, come di consueto, di fronte al palco dei giudici della vincita, collocato pochi metri prima.
Ciocio giunse per primo davanti al palco dei giudici, ma, probabilmente per l'abitudine e la concitazione del momento, si dimenticò come quella carriera terminasse alcuni metri più avanti e rallentò la corsa del proprio cavallo, sicuro di aver vinto. Per Dorino, che lo seguiva, fu facile sopravanzarlo in dirittura d'arrivo, conquistando così il suo decimo Palio.
Il 2 luglio 1792 Dorino vinse di nuovo per il Bruco, superando ancora Ciocio, stavolta nel Nicchio, al secondo passaggio di fronte alla Fonte Gaia.
Il successivo 16 agosto, realizzò il suo terzo "cappotto" personale, portando alla vittoria il Valdimontone. Sorprendentemente, secondo almeno una cronaca la vittoria di Dorino stavolta sarebbe stata favorita proprio da Ciocio, portacolori del Bruco, che lo tallonò per buona parte della carriera con un cavallo più veloce, senza tuttavia azzardare mai il sorpasso: ciò scatenò le ire dei brucaioli, che al termine della carriera aggredirono Ciocio a colpi di bastone.
Sfortunata fu la partecipazione di Dorino al Palio del 16 agosto 1793, per la Giraffa, quando il fantino cadde tra i canapi, provocando sconcerto fra gli spettatori. Ma nel 1794, sempre ad agosto, Dorino vinse per la Selva, battagliando nuovamente con Ciocio, stavolta nella Chiocciola.
Tuttavia, la tredicesima vittoria segnò per Dorino l'inizio della fulminea conclusione della sua carriera. Mancò, infatti, dal Palio nei due anni seguenti, tornando a correre per l'ultima volta solo il 16 agosto 1797: ma la sua prestazione, quale fantino del Drago, fu incolore.

## Presenze al Palio di Siena
| Palio          | Contrada     | Cavallo                 | Note |
| -------------- | ------------ | ----------------------- | ---- |
| 16 agosto 1781 | Leocorno     | Baio del Buzzichelli    |      |
| 2 luglio 1782  | Oca          | Grigio di C. Valentini  |      |
| 16 agosto 1782 | Giraffa      | Sauro di G. Pistoj      |      |
| 2 luglio 1783  | Nicchio      | Morello di G. Pignotti  |      |
| 18 agosto 1783 | Onda         | Morello di L. Dei       |      |
| 2 luglio 1784  | Onda         | Baio di L. Bazzani      |      |
| 2 luglio 1785  | Lupa         | Sauro di T. Palagi      |      |
| 17 agosto 1785 | Torre        | baio di L. Tondi        |      |
| 2 luglio 1786  | Tartuca      | Morello di L. Dei       |      |
| 16 agosto 1786 | Drago        | Sauro di F. Nepi        |      |
| 2 luglio 1787  | Chiocciola   | Baio di S. Felloni      |      |
| 16 agosto 1787 | Tartuca      | Baio di B. Cini         |      |
| 2 luglio 1788  | Lupa         | Morello di G. Baldini   |      |
| 18 agosto 1788 | Nicchio      | Morello di G. Borselli  |      |
| 2 luglio 1789  | Civetta      | Baio di G. Casini       |      |
| 16 agosto 1789 | Giraffa      | Morello di B. Querci    |      |
| 2 luglio 1790  | Onda         | Baio di G. Manetti      |      |
| 16 agosto 1790 | Tartuca      | Morello di L. Bruttini  |      |
| 16 agosto 1791 | Bruco        | Baio di A. Baldini      |      |
| 2 luglio 1792  | Bruco        | Morello di B. Fontani   |      |
| 16 agosto 1792 | Valdimontone | Morello di B. Ricci     |      |
| 16 agosto 1793 | Giraffa      | Morello di G. Manetti   |      |
| 16 agosto 1794 | Selva        | Morello di A. Giusti    |      |
| 16 agosto 1797 | Drago        | Grigio di L. Pianigiani |      |